# スイセイギンカ
『スイセイギンカ』は、2017年2月24日に暁WORKSより発売された18禁美少女アドベンチャーゲーム。英語による副題は"Aquatic Mercury"。

## ストーリー
10年前に化学薬品の運搬事故や、その後に殺人事件などが発生した海の近くの港街の瑞穂で相馬いざなは10年ぶりに親友と再会してとんでもない事実を伝えられる。

## 登場人物
安藤 哲生 （あんどう てつお）
主人公。10年前に突如姿を消して探偵である城ヶ崎のもとへ住み込む形で瑞穂に帰郷。
相馬 いざな （そうま いざな）
声 - 沢澤砂羽
身長：156cm スリーサイズ：B86（D）/ W58/ H88
哲生の大親友で周りからは学業・私生活ともに優等生として知られる。
星井 青香 （ほしい せいか）
声 - 桜乃ひよ
身長：163cm スリーサイズ：B90（F）/ W60/ H89
文武両道を体現した人物で名士である星井家の次女。
阿見 マリア （あみ まりあ）
声 - 北見六花
身長：152cm スリーサイズ：B74（A）/ W53/ H77
いざなたちの後輩で寮で一人暮らしをしていて1年生ながらも水泳部のレギュラーで生徒会書記。
城ヶ崎 桃 （じょうがさき もも）
声 - かわしまりの
身長：160cm スリーサイズ：B82（C）/ W56/ H85
仕事に関しては有能だが、家事全般が苦手な城ヶ崎の一人娘にして助手。
相馬 奈々代 （そうま ななよ）
声 - ヒマリ
身長：158cm スリーサイズ：B96（H）/ W62/ H91
喫茶『ソーマ』の店主であり、いざなの母親。

## スタッフ
- 原画：さえき北都
- シナリオ：森崎亮人